# Aleuroparadoxus punctatus
Aleuroparadoxus punctatus là một loài côn trùng cánh nửa trong họ Aleyrodidae, phân họ Aleyrodinae.
Aleuroparadoxus punctatus được Quaintance & Baker miêu tả khoa học đầu tiên năm 1917.